# Vjačeslav Minin
Vjačeslav Minin (in russo Вячеслав Минин?; 17 giugno 1993) è un taekwondoka russo.

## Palmarès
- Europei

Kazan 2018: bronzo nei 68 kg.